# Fußball-Landesklasse Sachsen-Anhalt 1948–1952
Die Fußball-Landesklasse Sachsen-Anhalt war eine von fünf anfangs obersten Fußball-Landesklassen auf dem Gebiet der Sowjetischen Besatzungszone und der Deutschen Demokratischen Republik. Sie wurde von 1948 bis 1952 ausgetragen und ermittelte den Fußballmeister des Landes Sachsen-Anhalt. Nach Einführung der DDR-Oberliga und der DDR-Liga war die Landesklasse ab der Saison 1950/51 nur noch drittklassig.

## Geschichte

### 1945/46 und 1946/47: Kreismeisterschaften
Bereits ab 1945 kam es zu einzelnen Meisterschaften auf kommunaler Ebene, die Austragung einer Zonenmeisterschaft wurde jedoch untersagt. In folgenden Gebieten in Sachsen-Anhalt wurden 1945/46 regionale Meisterschaften ausgespielt:
| Gebiet            | Kreismeister     |
| ----------------- | ---------------- |
| Stadt Dessau      | SG Dessau-Nord   |
| Stadt Halle/Saale | SG Halle-Glaucha |
| Kreis Magdeburg   | SG Burg a        |

Für die Spielzeit 1946/47 gab es erneut keine oberste Spielklasse, es wurde stattdessen erneut in regionalen Kreisligen und Kreisklassen gespielt, ohne einen sachsen-anhaltischen Fußballmeister auszuspielen. Für diese Spielzeit sind folgende Kreismeister überliefert:
| Gebiet           | Kreismeister         |
| ---------------- | -------------------- |
| Östliche Altmark | SG Eintracht Stendal |
| Bernburg         | SG Bernburg-Süd      |
| Bitterfeld       | SG Greppin           |
| Dessau           | SG Dessau-Nord       |
| Halle/Saale      | SG Halle-Glaucha     |
| Köthen           | SG Köthen-Süd        |
| Magdeburg        | SG Burg b            |
| Merseburg        | SG Großkayna         |
| Saalkreis        | SG Könnern           |
| Südharz          | SG EHW Thale         |
| Weißenfels       | SG Langendorf        |
| Zeitz            | SG Rot-Weiß Zeitz    |

### 1947/48: Qualifikation zur Ostzonenmeisterschaft
Trotz Einführung der Fußball-Ostzonenmeisterschaft erfolgte der Spielbetrieb in der Saison 1947/48 weiterhin in regionalen Kreisligen bzw. Kreisklassen, eine Austragung einer Landesmeisterschaft erfolgte noch nicht. Die Meister der acht Gebiete spielten in einer Endrunde zwei Teilnehmer an der Fußball-Ostzonenmeisterschaft 1948 aus.
| Gebiet           | Meister                 | Modus                                                               |
| ---------------- | ----------------------- | ------------------------------------------------------------------- |
| Altmark          | SG Salzwedel-Ost        | Rundenturnier mit 12 Teilnehmern                                    |
| Anhalt           | SG Bernburg-Süd         | Rundenturnier in zwei Staffeln, Entscheidungsspiel Staffelsieger    |
| Dessau-Köthen    | SG Köthen-Süd           | Rundenturnier in drei Staffeln, Entscheidungsturnier Staffelsieger  |
| Magdeburg        | SG Sportfreunde Burg    | Rundenturnier in zwei Staffeln, Entscheidungsspiel Staffelsieger    |
| Nordharz         | SG Halberstadt-Altstadt | Rundenturnier                                                       |
| Ost              | SG Belgern-Ost          | Rundenturnier                                                       |
| Saalesportgebiet | SG Freiimfelde Halle    | Rundenturnier in vier Kreisligen, Entscheidungsturnier Kreismeister |
| Südharz          | SG Allstedt             | Rundenturnier                                                       |

#### Viertelfinale
| Datum        |                      | Ergebnis |                         | Ort           |
| ------------ | -------------------- | -------- | ----------------------- | ------------- |
| 30. Mai 1948 | SG Freiimfelde Halle | 3:0      | SG Allstedt             | Halle (Saale) |
| 30. Mai 1948 | SG Bernburg-Süd      | 3:2      | SG Halberstadt-Altstadt | Aschersleben  |
| 30. Mai 1948 | SG Sportfreunde Burg | 4:2      | SG Salzwedel-Ost        | Stendal       |
| 30. Mai 1948 | SG Köthen-Süd        | 11:00    | SG Belgern-Ost          | Dessau        |

#### Halbfinale
| Datum         |                      | Ergebnis |                 | Ort        |
| ------------- | -------------------- | -------- | --------------- | ---------- |
| 6. Juni 1948  | SG Freiimfelde Halle | 5:2      | SG Köthen-Süd   | Bitterfeld |
| 13. Juni 1948 | SG Sportfreunde Burg | 3:0      | SG Bernburg-Süd | Schönebeck |

Damit waren die SG Freiimfelde Halle und die SG Sportfreunde Burg für die Fußball-Ostzonenmeisterschaft 1948 qualifiziert. Halle erreichte nach Siegen über die SG Wismar-Süd und die SG Meerane das Finale, welches jedoch gegen die SG Planitz mit 0:1 verloren ging. Die Sportfreunde aus Burg schieden im Viertelfinale nach einer 1:2-Niederlage nach Verlängerung gegen Meerane aus.

### Seit 1948/49: Landesklasse
Ab der Spielzeit 1948/49 erfolgte die Einführung einer obersten Landesklasse. Die 20 stärksten Vereine der Vorsaison qualifizierten sich für diese Liga, welche in zwei Staffeln im Rundenturnier ausgetragen wurde. Die Sieger der beiden Staffeln trafen in einem Finalspiel aufeinander und ermittelten den thüringischen Fußballmeister, welcher zusammen mit dem Vizemeister für die Fußball-Ostzonenmeisterschaft 1949 und für die im kommenden Jahr neu eingeführte oberste DDR-Oberliga qualifiziert war. Nachdem der Ostzonensport auf die Basis von Betriebssportgemeinschaften (BSG) umgestellt worden war, tauchten die meisten bisherigen SG in den kommenden Spielzeiten mit neuen Namen auf.
Ab der Saison 1949/50 war die Landesklasse nur noch zweitklassig. Die beiden Staffeln wurden auf zwölf Mannschaften aufgestockt, beide Staffelsieger spielten in einem Finale den Landesmeister aus. Die BSG Eisenhüttenwerk Thale konnte sich in diesem Finale gegen die ZSG Hydrierwerke Zeitz durchsetzen und qualifizierte sich dadurch für die Aufstiegsrunde zur Fußball-Oberliga 1950/51, welche erfolgreich bestritten wurde. Zeitz und die beiden Staffelvizemeister ZSG Burg und BSG Schuhmetro Weißenfels qualifizierten sich für die 1950 neu eingeführte zweitklassige DDR-Liga. Dadurch war die Fußball-Landesklasse ab 1950/51 drittklassig. Die Liga wurde auf eine Staffel mit 16 Mannschaften verkleinert, die BSG Stahl Magdeburg sicherte sich durch den Gewinn der Landesmeisterschaft den Aufstieg in die Zweitklassigkeit. 1951/52 wurde in einer Staffel mit 14 Mannschaften gespielt. Im Sommer 1952 wurden die Länder in der DDR liquidiert und an ihre Stelle 14 Bezirke eingeführt. Der DDR-Fußball musste sich der neuen Verwaltungsstruktur mit seinem Ligensystem anpassen. Die Landesligen wurden daher nach der Spielzeit 1951/52 aufgelöst und durch 14 Bezirksligen ersetzt. Anstelle der Fußball-Landesklasse Sachsen-Anhalt traten die Fußball-Bezirksliga Halle, die Fußball-Bezirksliga Leipzig sowie die Fußball-Bezirksliga Magdeburg.

## Landesmeister
| Saison  | Landesmeister Sachsen-Anhalt | Finalist / Zweitplatzierter |
| ------- | ---------------------------- | --------------------------- |
| 1948/49 | ZSG Union Halle              | SG Eintracht Stendal        |
| 1949/50 | BSG Eisenhüttenwerk Thale    | ZSG Hydrierwerke Zeitz      |
| 1950/51 | BSG Stahl Magdeburg          | SG Genossenschaft Halle     |
| 1951/52 | BSG Chemie Agfa Wolfen       | BSG Empor Bernburg          |